# Three Minute Hero
Three Minute Hero is de derde single van de Britse skaband The Selecter. Het is geschreven door gitarist/oprichter Neol Davies en geproduceerd door Errol Ross. De B-kant is een bewerking van het James Bond-thema. De single werd in februari 1980 uitgebracht op 2 Tone en haalde de zestiende plaats in de Britse hitlijst. Three Minute Hero is tevens het openingsnummer van het debuutalbum Too Much Pressure, hoewel dit in veel landen werd gewijzigd met de voorgaande single On My Radio.

## Musical
In 2000 ging in Coventry de ska-musical Three Minute Heroes in première met nummers van The Selecter en The Specials. De musical liep in eerste instantie een jaar en werd in 2014 hervat. Oud-Selecter-drummer Charley 'H' Hembridge verleende zijn medewerking. 